# Capasa
Capasa is een geslacht van vlinders van de familie spanners (Geometridae), uit de onderfamilie Ennominae.

## Soorten
- C. abstractaria Walker, 1862
- C. albodecorata Swinhoe, 1902
- C. ancylotoxa Prout, 1926
- C. annulata Pagenstecher, 1896
- C. baenzigeri Inoue, 1982
- C. bifurcata Warren, 1904
- C. binexata Walker, 1862
- C. brachygenyx Prout, 1925
- C. callopistes Prout, 1932
- C. centraria Snellen, 1880
- C. columbaris Warren, 1896
- C. cryptopyrrhata Walker, 1862
- C. cryptorhodata Walker, 1863
- C. chiarinii Oberthür, 1883
- C. chlorophora Warren, 1897
- C. chlorosticha Turner, 1917
- C. chlorozonaria Walker, 1860
- C. euphyes Prout, 1915
- C. eurynota Prout, 1926
- C. festivaria Fabricius, 1794
- C. flagrans West, 1925
- C. flavifusata Moore, 1887
- C. flexilinea Warren, 1907
- C. glaucaria Hampson, 1909
- C. herois Prout, 1932
- C. hyadaria Guenée, 1858
- C. imbutaria Walker, 1866
- C. incensata Walker, 1862
- C. insularis Bastelberger, 1909
- C. iris Butler, 1880
- C. korndorfferi Snellen, 1877
- C. lubricata Warren, 1899
- C. lycoraria Guenée, 1858
- C. maculifera Hampson, 1909
- C. martini Prout, 1917
- C. mixticolor Prout, 1915
- C. muscicolor Warren, 1893
- C. nundata Felder, 1874

- C. olivaceata Rothschild, 1915
- C. pachiaria Walker, 1860
- C. permeata Prout, 1925
- C. poliostola Fletcher, 1958
- C. praeaurata Prout, 1928
- C. prouti West, 1929
- C. pseudoincensata Rothschild, 1915
- C. pulchraria Rothschild, 1894
- C. pyrrhophaeata Walker, 1862
- C. pyrrhularia Guenée, 1857
- C. quadraria Warren, 1893
- C. recensata Prout, 1926
- C. rufescens Butler, 1886
- C. ruptifascia Prout, 1929
- C. spodographa Prout, 1937
- C. sternaria Guenée, 1857
- C. subaurantiaca Warren, 1896
- C. turlini Herbulot, 1979
- C. urania Herbulot, 1979
- C. venusa Swinhoe, 1894
- C. viridifascia Warren, 1896
- C. viridimacularia Pagenstecher, 1885
- C. waterstradti Holloway, 1977
- C. wittei Debauche, 1938
- C. xerophylla Prout, 1926
- C. zoota West, 1929